# (7571) Weisse Rose
(7571) Weisse Rose (1989 EH6) – planetoida z grupy pasa głównego asteroid okrążająca Słońce w ciągu 5,48 lat w średniej odległości 3,11 j.a. Odkryta 7 marca 1989 roku.